# (12408) Fujioka
(12408) Fujioka (1995 SP2) – planetoida z pasa głównego asteroid okrążająca Słońce w ciągu 3,71 lat w średniej odległości 2,4 j.a. Odkryta 20 września 1995 roku. Została nazwana na cześć Hiroshiego Fujioki, aktora grającego Kamen Ridera 1.